# Моя бабушка
«Моя́ ба́бушка» (груз. ჩემი ბებია) — чёрно-белый немой художественный фильм грузинского кинорежиссёра Котэ Микаберидзе, снятый в 1929 году, но вышедший на экраны только в 1970-х.

## История фильма
Фильм снимался во время начавшейся во второй половине 1920-х годов жёсткой борьбы в правящей коммунистической партии — публичного политического «Дела Промпартии» и борьбы с троцкизмом. Правящая партия в очередной раз разделила страну на «своих» и «чужих» — во вторую категорию попали и бюрократы, против которых была направлена эта сатирическая комедия. Фильм был сделан в 1929 году, но затем был запрещён к показу как «антисоветский» и вышел на экраны только в 1970-х годах.

## Сюжет
Одного бюрократа увольняют с работы. Он долго пытается найти новую работу, но его нигде не берут. Тогда кто-то советует герою найти «бабушку», то есть заручиться рекомендательным письмом, что тот и делает. Он приходит в одну организацию, неся с собой «бабушкино письмо» в конверте, но когда руководитель предприятия его распечатывает, оказывается, что в письме находится рекомендация не брать на работу этого субъекта, надоевшего всем своими просьбами. В конце фильма появляется карающий рабочий, разгоняет всех бюрократов, включая главного героя, и сам возглавляет учреждение, чтобы навести в нём порядок.

## В ролях
В фильме снимались:
- Александр Такайшвили — бюрократ
- Белла Чернова — жена бюрократа
- Евгений А. Ованов — кучер
- Акакий Хорава — рабочий
- Михаил Абесадзе
- Г. Абсалимова
- Константин Лаврецкий
- Шалва Гедеванишвили
- Шалва Хускивадзе

## Съёмочная группа
Над фильмом работали:
- Авторы сценария: Георгий Мдивани, Котэ Микаберидзе, Сико Долидзе (либретто)
- Режиссёр: Котэ Микаберидзе
- Операторы: Антон Поликевич, Владислав Познань[2] (Познанский[3])
- Композитор: Олег Каравайчук
- Художник: Ираклий Гамрекели, Валериан Сидамон-Эристов

## Восприятие
Людмила Николаевна Мазур отмечает схожесть пафоса фильма и некоторых «антибюрократических» произведений Владимира Маяковского. Она особо отмечает начальную сцену фильма, в которой за огромным круглым столом сидят несколько «бюрократов», занятых совершенно посторонними и странными делами: кто-то возится с игрушечным автомобилем, кто-то играет в карты, кто-то пускает бумажные самолётики в секретаршу. При этом бумага из рук пришедшего с просьбой рабочего начинает совершать путешествие вокруг стола, после чего «кладётся под сукно». Возмущённый пролетарий превращается в монументальную фигуру, готовую разгромить всю эту бюрократию, мешающую жить стране.
Мазур отмечает тонкую операторскую работу и умелую режиссуру, а также использование анимации.